# Charlton Athletic F.C.
Charlton Athletic FC er en fodboldklub fra England, der spiller i landets anden bedste række, Championship. Den har hjemme i det sydøstlige London og blev stiftet i 1905.
I 1985 kom klubben i økonomiske problemer, og måtte flytte fra hjemmebanen The Valley. De næste syv år blev tilbragt på Selhurst Park og Boleyn Ground, der var hjemmebane for hhv. Crystal Palace F.C. og West Ham United F.C.
I 1998 vandt klubben finalen mod Sunderland A.F.C. på Wembley Stadium på straffesparkskonkurrence efter at den ordinære spilletid sluttede 4-4. Sejren betød at de rykkede op i landets bedste række, Premier League. Imidlertid kunne de ikke fastholde dette avancement, og måtte i den følgende sæson rykke tilbage til den næstbedste række.
Fra sæsonen sæsonen 2000/2001 rykkede klubben igen op, men med afslutningen af sæsonen 2006/2007, rykkede de atter tilbage til den næstbedste række og fra sæsonen 2009/2010, måtte de rykke ned til den tredjebedste række, League One.
I sæsonen 2011/2012, vandt Charlton suverænt League One.